# Holger Schünemann
Holger Jens Schünemann (* 8. März 1967 in Braunschweig) ist ein deutscher Mediziner und klinischer Epidemiologe. Er ist Professor für Public Health und Präventivmedizin an der italienischen Humanitas University.

## Werdegang
Bis 1993 studierte Schünemann Medizin an der Medizinischen Hochschule Hannover und State University of New York (SUNY) in Buffalo (USA). Sein Zweitstudium der Epidemiologie machte er ebenfalls in Buffalo. 1994 wurde er in Hannover zum Dr. med. promoviert. Er machte in Buffalo 1997 seinen Master-Abschluss (M.Sc.) im Fachbereich Epidemiologie 2000 den Dr. phil. (USA) und habilitierte sich dort 2004. Er hat Facharztausbildungen in Innerer Medizin und Präventivmedizin.
Holger Schünemann gehörte Anfang der 2000er Jahre zu den Gründern der GRADE Working Group (Grading of Recommendations, Assessment and Evaluation), einer internationale Forschergruppe, die sich mit der Standardisierung der Qualitätsbewertung wissenschaftlicher Studien und der Bewertung der wissenschaftlichen Belege (sogenannte Evidenz) für medizinische Leitlinien beschäftigt.
Von 2005 bis 2008 arbeitete Schünemann als Internist und klinischer Epidemiologe am Nationalen Tumorforschungsinstitut Italiens „Regina Elena“ (IRE). Von 2009 bis 2019 war er Professor für Klinische Epidemiologie und Biostatistik an der McMaster University in Hamilton, Kanada, und bis Ende 2023 Director von Cochrane Canada in der Cochrane Collaboration.
Holger Schünemann wurde 2023 zum Vorsitzenden des internationalen Leitlinien-Netzwerks Guidelines International Network gewählt.
Seit Anfang 2024 ist er Professor und Direktor des Postgraduiertenstudiums für Public Health und Präventivmedizin an der italienischen Humanitas University.

## Forschungsschwerpunkte
Schwerpunkte von Holger Schünemanns Forschungsarbeit liegen auf der Verbesserung der Methodik und Kooperationen zur Synthese von Evidenz und zur Erstellung von Handlungsempfehlungen. Als Anfang die COVID-19-Pandemie begann, äußerten einige Institutionen die These, es sei nutzlos, Masken zu tragen. Schünemann und sein Forscherteam fanden in 29 Untersuchungen zum COVID-19-Virus Indizien dafür, wie wirksam einfacher Mund-Nasen-Schutz ist.

## Auszeichnungen
- Postdoctoral Fellowship Award der Deutschen Forschungsgemeinschaft (DFG) und der Medizinischen Hochschule Hannover (1994)
- Buswell Fellowship, Hochstetter Medical Research Fund, Buffalo, USA (2000)
- New Investigator Award, International Society for Quality of Life Research (2003)
- Exceptional Scholar Award sowie der International Distinguished Alumni Award, University of Buffalo (2004)

## Privates
Schünemann ist verheiratet mit der Krebsepidemiologin Paola Muti und hat zwei Kinder.

## Publikationen
- (zusammen mit Mark A. Crowther, Jeffrey Ginsberg, Ralph M. Meyer und Richard Lottenberg): Evidence-based Hematoloy. BMJ Books, 1. Auflage 2008, ISBN 978-1405157476.
- siehe Weblinks